# Жапуже
Жапуже (на словенски: Žapuže) е село в Словения, регион Горишка, община Айдовшчина. Според Националната статистическа служба на Република Словения през 2015 г. селото има 336 жители.